# Grande Ambassade

Pierre le Grand en Hollande, anonyme, XVIIIe siècle.

La Grande Ambassade (en russe : Великое посольство) est le nom de la mission diplomatique et éducative menée par Pierre le Grand entre mars 1697 et septembre 1698, dans plusieurs pays d'Europe. Son but diplomatique est de nouer des alliances avec différents États d'Europe pour mener la guerre contre la Turquie. Son but éducatif est de connaître le mode de vie des populations ouest-européennes et d'apprendre différents métiers manuels qui l'intéressent.

## Histoire
Pierre le Grand annonce à la Douma des boyards le 16 décembre 1696 la formation de cette Grande Ambassade et son intention d'en faire partie. En effet, la dernière fois qu'un souverain russe s'est aventuré en terre étrangère, c'est en 1075, lorsque le grand-duc Iziaslav de Kiev a rendu visite à l'empereur du Saint-Empire romain germanique, Henri IV, à Mayence.
La Grande Ambassade est composée de trois ambassadeurs : Franz Lefort, Fédor Golovine et Procope Voznitsine. Chaque ambassadeur est accompagné de douze gentilshommes et de deux pages. Dans le personnel se trouvent des interprètes, des écuyers, des médecins, des chirurgiens, des prêtres, des orfèvres. Elle est accompagnée de trente-cinq volontaires dont le but premier est de s'instruire. Parmi eux, se trouve le tsar Pierre, inscrit sous le nom de Pierre Mikhaïlov, car son désir est de visiter l'Europe plus ou moins incognito. 
Les principales étapes doivent être Amsterdam, Berlin, Vienne, Copenhague, Venise et Londres. Pierre n'y a pas inclus la France, car ce pays est allié avec la Turquie d'une façon trop étroite. 

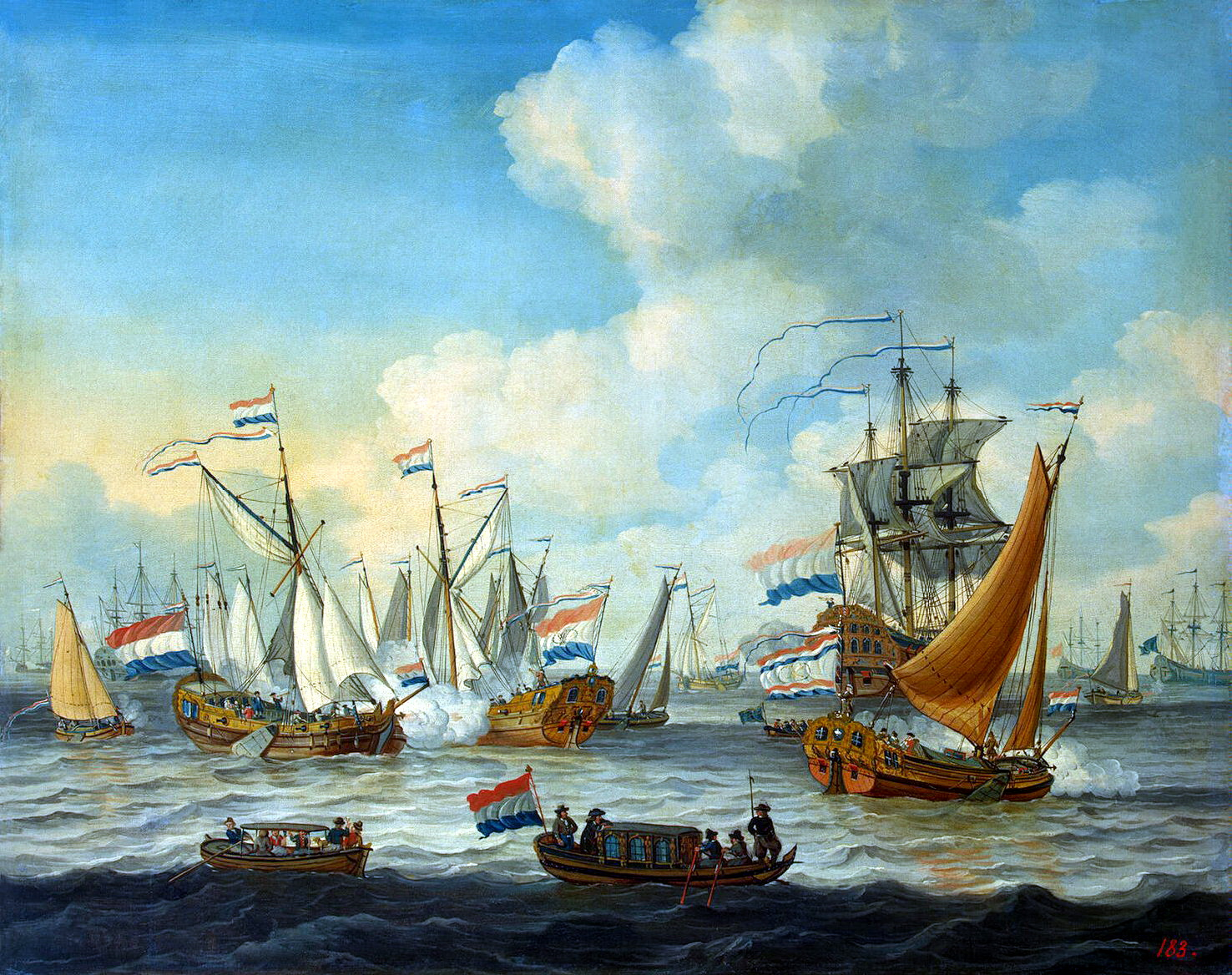
Adam Silo, Manœuvres de la flotte organisées dans la baie de l'Ij, le 1 septembre 1697, en l'honneur de Pierre Ier de Russie à Amsterdam (1697-1699), musée de l'Ermitage.

La Grande Ambassade quitte Moscou le 20 mars 1697. Pendant l'absence du tsar, un Conseil de trois membres, dont l'oncle de Pierre, doit diriger le pays. Une milice, commandée par Fédor Romodanovski, veille à maintenir l'ordre. 
La première étape est Rīga, alors possession suédoise, où la Grande Ambassade est reçue plutôt froidement. Puis elle se dirige vers la Courlande, à Mitau, où elle est reçue par le duc Frédéric-Casimir. À Libau, Pierre découvre pour la première fois, la Baltique qui l'émerveille. Il séjourne en Courlande jusqu'au 2 mai. C'est en bateau qu'il se rend à Königsberg. Il y apprend le métier d'artilleur pendant que les ambassadeurs négocient une alliance anti-turque avec Frédéric III de Brandebourg (2 juillet 1697). 
Le 6 août 1697, l’ambassade gagne Hanovre. Le 18 août 1697, Pierre et la Grande Ambassade arrivent à Amsterdam, en Hollande, le pays dont il rêve depuis son enfance. Il se fait aussitôt conduire à Zaandam, où il emménage dans une cabane qui a été préservées jusqu'à ce jour. Il se loue un bateau et s'aventure en mer où il joue au matelot. Revenu à Amsterdam, il devient apprenti charpentier sur le chantier naval d'Oostenburg et s'y fait accorder un certificat. Le tsar travailla incognito à Zaandam; toutefois lorsque le bourgmestre Witsen (nl) d'Amsterdam, aussi directeur de la VOC, connut son identité, il lui offrit un lieu de travail tranquille sur la chantier de la VOC; Le tsar travailla pendant quatre mois comme charpentier sur le Peter en Paul, dont la quille fut posée à son attention. Il embauche Wybe Gerens sur le chantier d'Oostenburg,  pour construire les premiers navires de la flotte impériale russe. Il rend également visite à des chirurgiens et à des dentistes, car il se passionne pour l'anatomie humaine. C'est d'ailleurs sur le personnel de la Grande Ambassade qu'il exerce ses nouveaux « talents » en médecine dentaire. 
Pierre se rend par la suite à La Haye, où il assiste en observateur à une réunion des États généraux des Provinces-Unies. Puis, laissant la Grande Ambassade à Amsterdam, il s'embarque pour Londres avec son plus fidèle compagnon, Alexandre Menchikov, et quelques serviteurs où il demeure du 21 janvier au 5 mai 1698. Il loge au 15 Buckingham Street, où le roi Guillaume III d'Orange lui rend visite. En Angleterre, ses principales destinations sont l'académie des Sciences, l'université d'Oxford, le château de Windsor, l'arsenal de Woolwich, les docks, une fonderie de canons et la demeure d'Isaac Newton. En Angleterre, au contact de l'amiral Lord Cramarthen, il approfondit ses connaissances théoriques en matière de construction navale, et à Deptford, il embauche les constructeurs navals anglais John Deane, Osip Nay et Richard Cosenz.
Pierre et Menchikov reviennent à Amsterdam en mai 1698. Aussitôt, c'est le départ pour Vienne, par Dresde où il est le 1er juin. Il y séjourne du 26 juin au 29 juillet et rencontre Léopold Ier d'Autriche, visite qu'il trouve décevante. En fait, du point de vue politique, la Grande Ambassade est un échec car aucun État visité n'envisage sérieusement une guerre à court ou long terme contre la Turquie. Tous les intérêts se dirigent en effet alors vers la succession du trône d'Espagne qui se prépare.
Pierre s'apprête à partir pour Venise lorsqu'il apprend que les streltsy se sont révoltés en Russie. Il court alors vers Moscou où la révolte est réprimée dans le sang. Il arrive dans sa capitale le 4 septembre 1698. Son voyage de seize mois lui a permis d'accumuler une grande somme de connaissances, mais la recherche d'une alliance militaire a été infructueuse.